# Włodzimierz Ledóchowski (1910-1987)
Włodzimierz Ignacy Halka Ledóchowski (ur. 2 kwietnia 1910 w Krakowie, zm. 21 października 1987 w Warszawie) – polski arystokrata, żołnierz, kurier ZWZ, dyplomata.

## Życiorys
Był jedynym synem austriackiego pułkownika, potem polskiego generała Ignacego Ledóchowskiego i Pauliny z domu Łubieńskiej. Uczył się w gimnazjum w Chyrowie w Zakładzie Naukowo-Wychowawczym Ojców Jezuitów, gdzie w roku 1928 zdał maturę. Ukończył  podchorążówkę we Włodzimierzu Wołyńskim w 1931 roku, a w roku 1932 odbył służbę wojskową jako podporucznik rezerwy w 6 Dywizji Artylerii Konnej („DAK”) w Stanisławowie.
W czasie kampanii wrześniowej walczył w 13 Dywizji Artylerii Konnej. Po rozbiciu dywizji dotarł do Warszawy, gdzie walczył w obronie Saskiej Kępy. Między grudniem 1939 a czerwcem 1940 kilkukrotnie przechodził z okupowanej Polski na Węgry i z powrotem, przenosząc dokumenty powstającego ZWZ. W części jego wypraw kurierskich współpracował z Krystyną Skarbek, z którą łączyły go relacje uczuciowe i erotyczne.
Po zmianie polityki węgierskiej względem aliantów W.L. przez Jugosławię i Turcję dostał się do Palestyny, gdzie został przydzielony do Samodzielnej Brygady Strzelców Karpackich, w której był dowódcą baterii i zwiadowcą. Wraz z Brygadą walczył w obronie Tobruku, gdzie został poważnie ranny 31 grudnia 1941 roku.
Od maja 1942 roku był oficerem Oddziału II (wywiadu) w Istambule, a potem sekretarzem ambasady w Ankarze. Od marca 1944 roku pracował w Londynie jako oficer Oddziału VI (kraj). Od lutego 1945 był sekretarzem ambasady w Paryżu. W lutym 1946 ożenił się  z Marią-Barbarą Dzierżykraj-Morawską.
Po zakończeniu służby wojskowej ukończył szkołę inżynierską we Francji. W 1948 wraz z żoną wyjechali do RPA, gdzie pracował jako inżynier przy budowie dróg w tym kraju, jak i w innych krajach afrykańskich. W RPA założyli, wraz z żoną, organizację Catholic Association for Racial Equality ("CARE").
W latach 1976–1981 publikował w londyńskich "Wiadomościach" opowiadania, których treść była związana z jego własnym przeżyciami i obserwacjami z południowej Afryki. Niektóre z tych opowiadań zostały wydane w Polsce w tomie "Mój nierodzinny kraj".
W 1984 roku wrócił na stałe do Polski. Zmarł 21 października 1987 roku w Warszawie.

## Twórczość
W Polsce wydano dwie jego książki: "Mój nierodzinny kraj" i "Pamiętnik pozostawiony w Ankarze" (już po jego śmierci).